# Editura Salco
'Editura Salco a luat ființă în anul 2006, în Brașov. Domeniul principal de interes al editurii îl constituie spiritualitatea,  antroposofia și orice are legatură cu terapiile complementare, medicina naturistă, cu exerciții și tehnici de sacralizare a vieții.

## Prezentare
Știința spirituală are multe căi de revelare a adevărului. Misiunea pe care editura Salco și-a asumat-o o constituie educarea publicului din România în această direcție.
O atenție deosebită s-a acordat fondatorului antroposofiei și a pedagogiei Waldorf, Rudolf Steiner, în cadrul editurii Salco apărând numeroase titluri ale acestui autor. Alți autori străini ale căror lucrări au apărut la editura Salco sunt, David Chamberlain, Patricia Cori, Diana Cooper.